# Винита
Винита (англ. Vinita) — город в США, административный центр округа Крейг, штат Оклахома. Население — 5193 человека (2020).

## География
Винита расположена по координатам 36°38′56″ с. ш. 95°09′40″ з. д. (36.648772, -95.161001). Согласно Бюро переписи населения США, город имеет площадь 15,54 км².

## Демография
| Год переписи                          | Нас. |  | %±     |
| ------------------------------------- | ---- |  | ------ |
| 1900                                  | 2339 |  | —      |
| 1910                                  | 4082 |  | 74,5%  |
| 1920                                  | 5010 |  | 22,7%  |
| 1930                                  | 4263 |  | −14,9% |
| 1940                                  | 5685 |  | 33,4%  |
| 1950                                  | 5518 |  | −2,9%  |
| 1960                                  | 6027 |  | 9,2%   |
| 1970                                  | 5847 |  | −3%    |
| 1980                                  | 6740 |  | 15,3%  |
| 1990                                  | 5804 |  | −13,9% |
| 2000                                  | 6472 |  | 11,5%  |
| 2010                                  | 5743 |  | −11,3% |
| 2020                                  | 5193 |  | −9,6%  |
| 1900–2020 Десятилетняя перепись в США |      |  |        |

Согласно переписи 2010 года, в городе проживало 5743 человека в 2276 домохозяйствах в составе 1396 семей. Плотность населения составила 370 человек/км². Было 2739 квартир (176/км²).
Расовый состав населения:
| - 63,8% — белых - 21,3% — коренных американцев - 3,9% — черных или афроамериканцев - 0,6% — азиатов - 0,2% — выходцев из тихоокеанских островов |

К двум или более расам принадлежало 9,5%. Доля испаноязычных составляла 3,1% всего населения.
По возрастному диапазону население распределялось следующим образом: 24,0% — лица младше 18 лет, 58,0% — лица в возрасте 18-64 лет, 18,0% — лица в возрасте 65 лет и старше. Медиана возраста жителя составила 40,6 лет. На 100 человек женского пола в городе приходилось 90,2 мужчины; на 100 женщин в возрасте от 18 лет и старше — 84,9 мужчин также старше 18 лет.
Средний доход на одно домохозяйство составил 41 944 доллара США (медиана — 32 292), а средний доход на одну семью — 49 577 долларов (медиана — 39 321). Медиана доходов составляла 33 365 долларов для мужчин и 26 616 долларов для женщин. За чертой бедности находилось 25,0% лиц, в том числе 35,1% детей в возрасте до 18 лет и 18,3% лиц в возрасте 65 лет и старше.
Гражданское трудоустроенное население составляло 2172 человека. Основные области занятости: образование, здравоохранение и социальная помощь — 29,1%, розничная торговля — 13,6%, искусство, развлечения и отдых — 11,7%.

## Известные уроженцы
- Брайан Берк (род. 1968) — американский продюсер кино и телевидения
- Джим Эдгар (род. 1946) — американский политический деятель, губернатор штата Иллинойс
- Фил Макгроу (род. 1950) — американский психолог и писатель